# Elbsandsteingebirge
Das Elbsandsteingebirge (tschechisch Labské pískovce bzw. Labské pískovcové pohoří) ist ein vorwiegend aus Sandstein aufgebautes Mittelgebirge am Oberlauf der Elbe in Deutschland und Tschechien. Es ist etwa 700 km² groß und erreicht am Děčínský Sněžník (Hoher Schneeberg) eine Höhe von 723 Metern über dem Meeresspiegel. Der deutsche Teil wird im Allgemeinen als Sächsische Schweiz, der tschechische als Böhmische Schweiz (České Švýcarsko) bezeichnet. Der Begriff „Sächsisch-Böhmische Schweiz“ (Českosaské Švýcarsko) ist davon abgeleitet.

## Geographische Lage

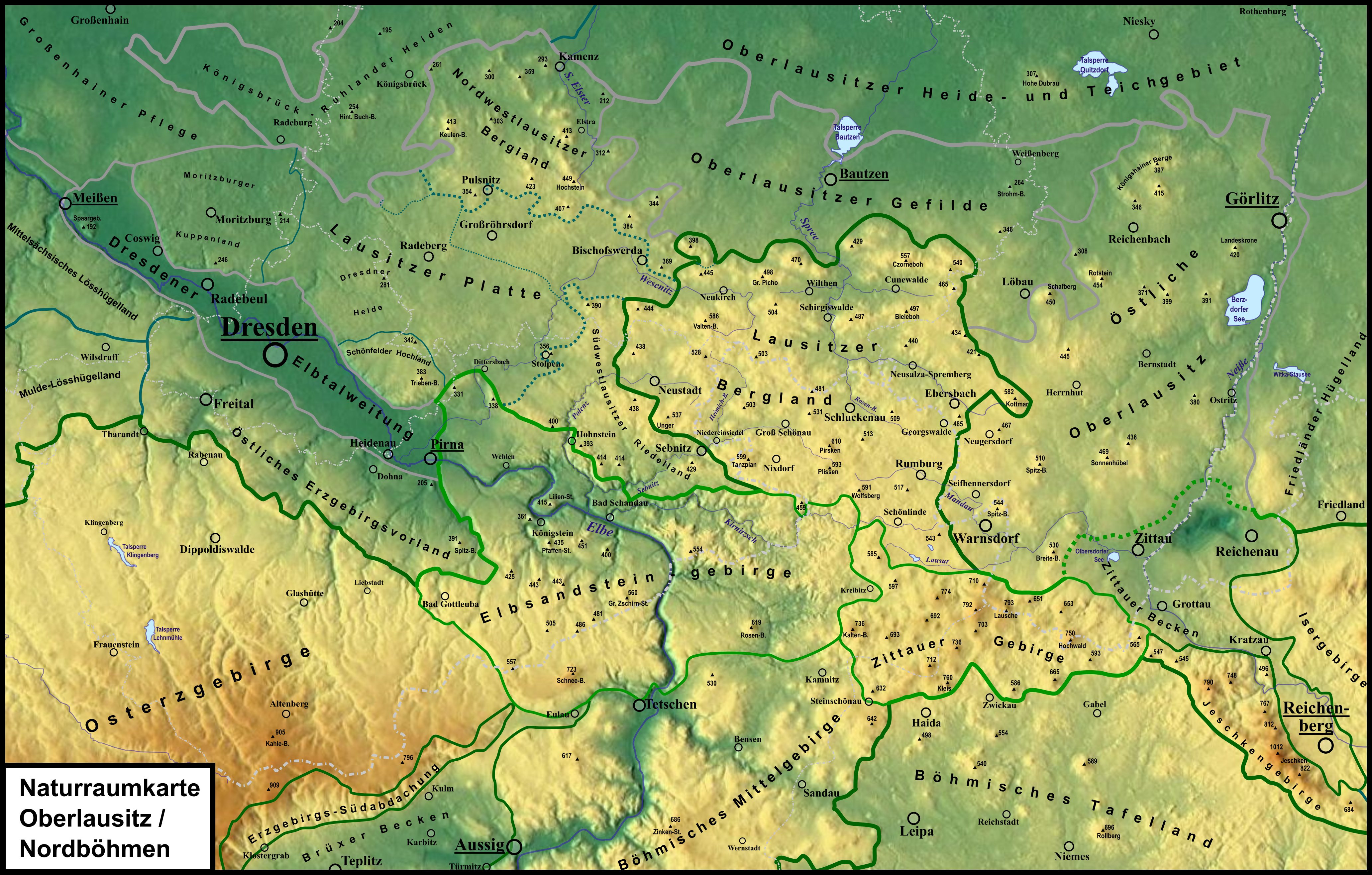
Naturraumkarte mit dem Elbsandsteingebirge

Das Elbsandsteingebirge erstreckt sich beiderseits der Elbe zwischen Děčín (Tetschen) in Nordböhmen und Pirna in Sachsen. Die nördliche Grenze befindet sich etwa entlang einer Linie zwischen Pirna, Hohnstein, Sebnitz, Chřibská, Česká Kamenice nach Děčín. Die südliche Begrenzung folgt von Pirna etwa dem Tal der Gottleuba zum Erzgebirgskamm und dann entlang des Jílovský potok (Eulaubach) nach Děčín.
Im Elbsandsteingebirge befinden sich die Nationalparks Sächsische Schweiz und Böhmische Schweiz.

## Allgemeines

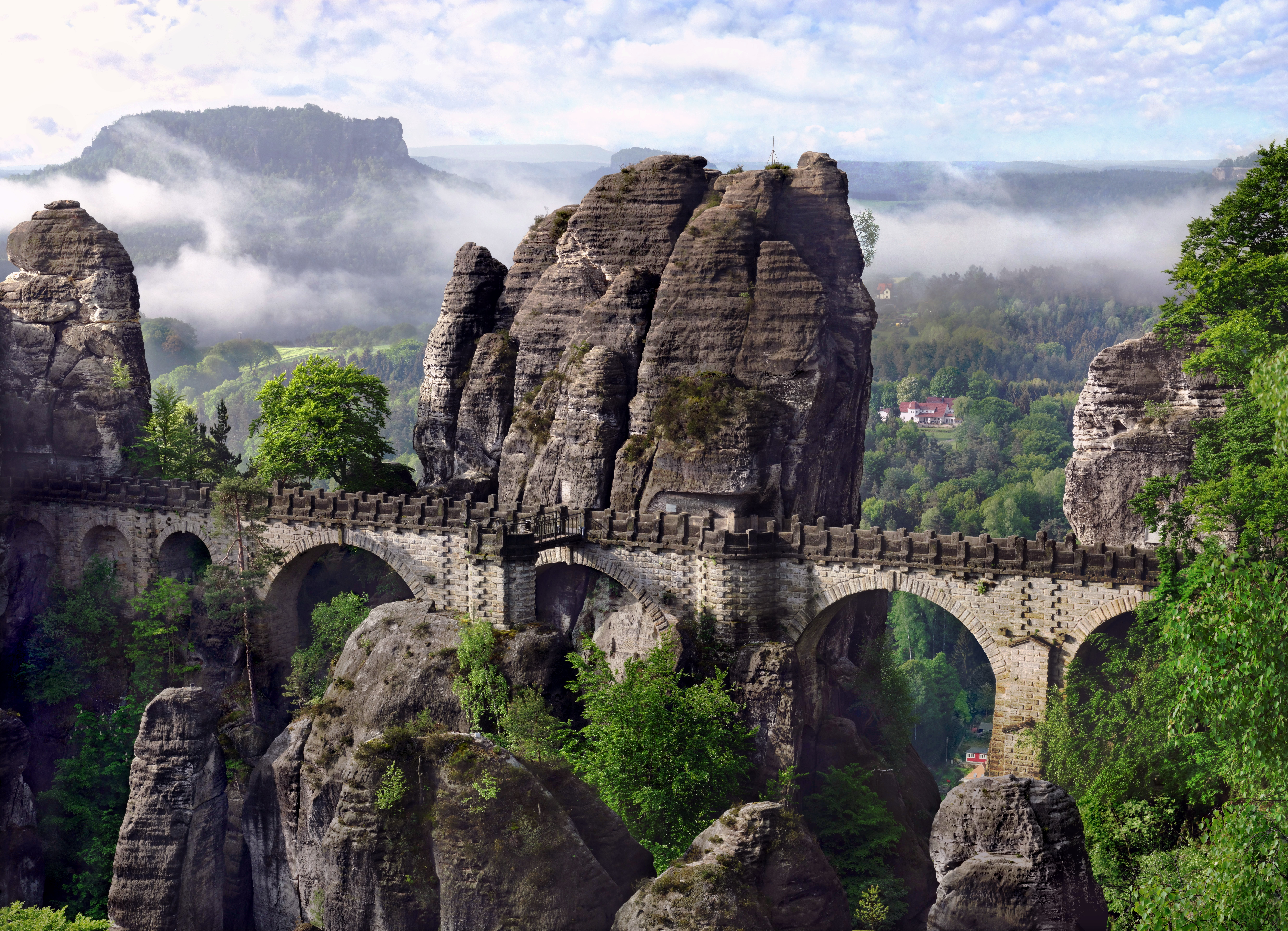
Basteibrücke bei Rathen

Das Charakteristische dieses stark zerklüfteten Felsengebirges ist sein außerordentlicher Formenreichtum auf engstem Raum. Einmalig unter den mitteleuropäischen Mittelgebirgen ist der ökologisch bedeutsame ständige Wechsel von Ebenen, Schluchten, Tafelbergen und Felsrevieren mit erhalten gebliebenen geschlossenen Waldbereichen. Die Vielfalt der unterschiedlichen Standorte mit jeweils eigenen Verhältnissen in Bezug auf Boden und Mikroklima haben eine enorme Artenvielfalt hervorgebracht. Allein die Vielfalt der vorkommenden Farne und Moose wird von keiner anderen deutschen Mittelgebirgslandschaft erreicht.
Das Auftreten des Elbsandsteins und damit des Elbsandsteingebirges steht im Zusammenhang mit den großräumigen Ablagerungen eines ehemaligen Meeres in der Oberkreide. Auf sächsischer Seite spricht man von der Elbtalkreide, die sich auf einem Gebiet zwischen Meißen-Oberau im Nordwesten über Dresden und Pirna bis in die Sächsische Schweiz erstreckt und in Form von Sandsteinen, Plänern und weiteren Gesteinen sowie an ihrer Basis mit Grundschottern (Basalkonglomerate) älterer Herkunft auftritt. Einige Erosionsrelikte zwischen Reinhardtsgrimma über Dippoldiswalde und Tharandter Wald bis Siebenlehn bilden südlich von Dresden isolierte Vorkommen. Sie sind hauptsächlich durch Sandsteine gekennzeichnet.
Auf böhmischer Seite setzten sich die Sandsteinablagerungen fort und stellen einen Teil der Nordböhmischen Kreide dar. Die Kreidesedimente des Zittauer Beckens werden auf Grund ihrer regionalgeologischen Zusammenhänge der Nordböhmischen Kreide zugeordnet. Die Sedimentabfolgen aus dem Kreidemeer lassen sich in weiteren Landschaftsräumen Tschechiens bis nach Mähren verfolgen. Zusammen bilden diese Ablagerungen die Sächsisch-Böhmische Kreidezone. In der tschechischen Geologie wird die Elbtalkreide als ein Ausläufer des Böhmischen Kreidebeckens beschrieben.

## Geologie

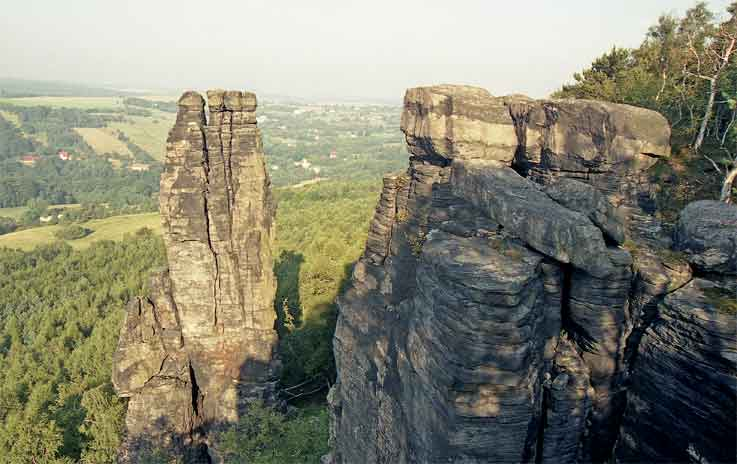
Tyssaer Wände

Der mannigfaltige Formenreichtum der Sandsteinlandschaft ist eine Folge chemisch-physikalischer Erosion und biologischer Prozesse von Gesteinen, die im Wesentlichen aus den in der Kreidezeit abgelagerten Sanden gebildet wurden.
Das Gebiet des Elbsandsteingebirges liegt im Bereich der Elbezone (Elbe-Lineament), damit im Bereich einer geologischen Störungszone zwischen dem Lausitzer Granitmassiv im Nordosten und den kristallinen Gesteinen des Erzgebirges im Südwesten. Die mehrere Kilometer breite Störungszone verläuft in hercynischer Richtung von Südost nach Nordwest und ist seit dem Kambrium tektonisch aktiv.
Eine seit dem Pennsylvanium (ca. 320 mya) einsetzende Festlandsepoche, die durch Verwitterung und Abtragung gekennzeichnet war, wurde im Jura (ca. 180 mya) durch eine kurzzeitige Überflutung unterbrochen. Die dabei abgelagerten marinen Sedimente, in der Hauptsache Kalksteine, blieben am Nordostrand der Elbezone im Bereich der Lausitzer Überschiebung in Form kleiner Schollen erhalten, die teilweise an der Erdoberfläche anstehen.
Zu Beginn der Oberkreide setzten im Cenomanium (ca. 95 mya) Senkungsprozesse ein, die von Westen her das Vordringen eines kreidezeitlichen Meeres ermöglichten. Die Zuflüsse des Meeres und marine Strömungen transportierten über einen Zeitraum von ca. 8 Millionen Jahren hinweg Schluff, Sand, Kies, Schotter und pflanzenführende Tone in die sich weiter senkende Flachmeerzone. Durch diagenetische Prozesse bei verschiedenen Druckregimen kam es zur Ausbildung von Sandsteinschichten. Zu den älteren Ablagerungen zählten auch uranführende Tone und Schluffe des Unter- und Mittelcenomanium, die im Uranbergwerk Königstein zwischen 1963 und 1990 gewonnen wurden.
Im Obercenomanium bildete sich im Bereich der Elbezone eine Meerenge, die das norddeutsch-polnische Sedimentbecken und das Sedimentbecken im Raum Böhmen/Mähren (Randbecken des Tethysmeeres) verband. Die Landmassen im Osten der Meerenge bildeten die Westsudetische Insel (Lausitzer Bergland, Isergebirge, Riesengebirge). Im Westen stellte die Mitteleuropäische Insel (Westerzgebirge, Fichtelgebirge, Bayerischer Wald) die Grenze dar. Die Meeresvorstöße des Cenomanium reichten damit weit über die heutigen geographischen Grenzen des Elbsandsteingebirges hinaus. Sandsteinablagerungen dieser Zeit finden sich heute als Erosionsrelikte u. a. in der Dippoldiswalder Heide und im Tharandter Wald (Grillenburger Sandstein).
Oberflächenbildend wurden insbesondere die sandigen Ablagerungen des Turonium und Coniacium, die durch einen mehrfachen Wechsel von Meeresvorstößen und Meeresrückzügen bestimmt waren. Dabei kam es zur wechselweisen Ablagerung von leicht verwitternden tonig-schluffig (und teils kalkigen) Sedimenten und stabileren sandig-kiesigen Sedimenten. Während die tonig-schluffigen Sedimente oft nur geringe Mächtigkeiten im Dezimeterbereich erreichten, erlangten die sandigen Sedimente Mächtigkeiten von bis zu 120 Metern. Die tonig-schluffigen Sedimente wirken wasserstauend und begünstigen dadurch die Verwitterung. Diese Schichten treten im Landschaftsbild als Felsbänder bzw. -terrassen, Hohlkehlen, Abri (Halbhöhlen, die lokal Boofen genannt werden), Schichtfugenhöhlen und (im Einzelfall) als Felsbrücken in Erscheinung. Die sandig-kiesigen Sedimente sind hingegen deutlich widerstandsfähiger, aus ihnen sind die markanten Felswände des Elbsandsteingebirges aufgebaut.
Im sächsischen Bereich des Elbsandsteingebirges wurden die Ablagerungen des Turonium und Coniacium in einer Gesamtmächtigkeit von bis zu 550 Metern ausgebildet. Die jüngsten (und obersten) Ablagerungen finden sich hier u. a. im Gipfelbereich des Kleinen und Großen Winterberg (Mächtigkeiten bis zu 80 Meter), in den obersten Schichten der Schramm- und Affensteine (Mächtigkeiten bis zu 30 Meter), im Gipfelbereich des Rathener Felsreviers (u. a. Lokomotive), am Brand und (gering mächtig) als oberste Schicht einzelner Tafelberge (u. a. Lilienstein, Pfaffenstein).
Im Böhmischen Teil des Elbsandsteingebirges erfolgte die Sedimentation bis ins Santonium hinein und erreichte ebenfalls Mächtigkeiten von bis zu 600 Metern. Die jüngsten (und obersten) Schichten des Sedimentparketes verwitterten jedoch stärker als in der Sächsischen Schweiz, so dass nur Schichten bis ins Oberturonium erhalten blieben. Einzig im Bereich von Prebischtor (Pravčická brána) und Flügelwand (Křídelní stěna) reichen die Schichten des Coniacium aus dem Gebiet des Großen Winterberg auch bis in die Böhmische Schweiz.
Im Coniacium kam es dann wieder zu Hebungsvorgängen, die einen Abfluss des Kreidemeeres und damit ein Ende der Sedimentation bewirkten. Zurück blieb der Meeresboden in Form einer geschichteten aber noch ungegliederten Sandsteinplatte.
Die erstmals durch Friedrich Lamprecht vollständig beschriebene Schichtung des Elbsandsteins ist durch wechselnde horizontale Strukturunterschiede (Einlagerungen von Tonmineralen, Korngrößen des Quarzes, Unterschiede in der Kornbindung) sowie eine typische, aber überwiegend geringe Fossilführung sowie mehr oder weniger wasserführende Schichten charakterisiert. Die Bezeichnung der einzelnen Schichten erfolgte durch Lamprecht mit den Buchstaben „a“ bis „e“ (vom Liegenden zum Hangenden) für die stabilen sandig-kiesigen Sedimente und mit den griechischen Buchstaben „α“ bis „δ“ für die feinkörnigen und leicht verwitternden tonig-schluffigen Sedimente. Diese Einteilung ist auf den böhmischen Teil des Elbsandsteingebirges allerdings nur bedingt übertragbar, da insbesondere im rechtselbischen Teil die Schichtgrenzen nicht markant und durchgängig ausgeprägt sind. Im Gegensatz zur Sächsischen Schweiz sind hier die Sedimente hinsichtlich ihrer Korngröße vertikal stärker durchmischt, was auf einst stark wechselnde Meeresströmungen im Kreidemeer hinweist.

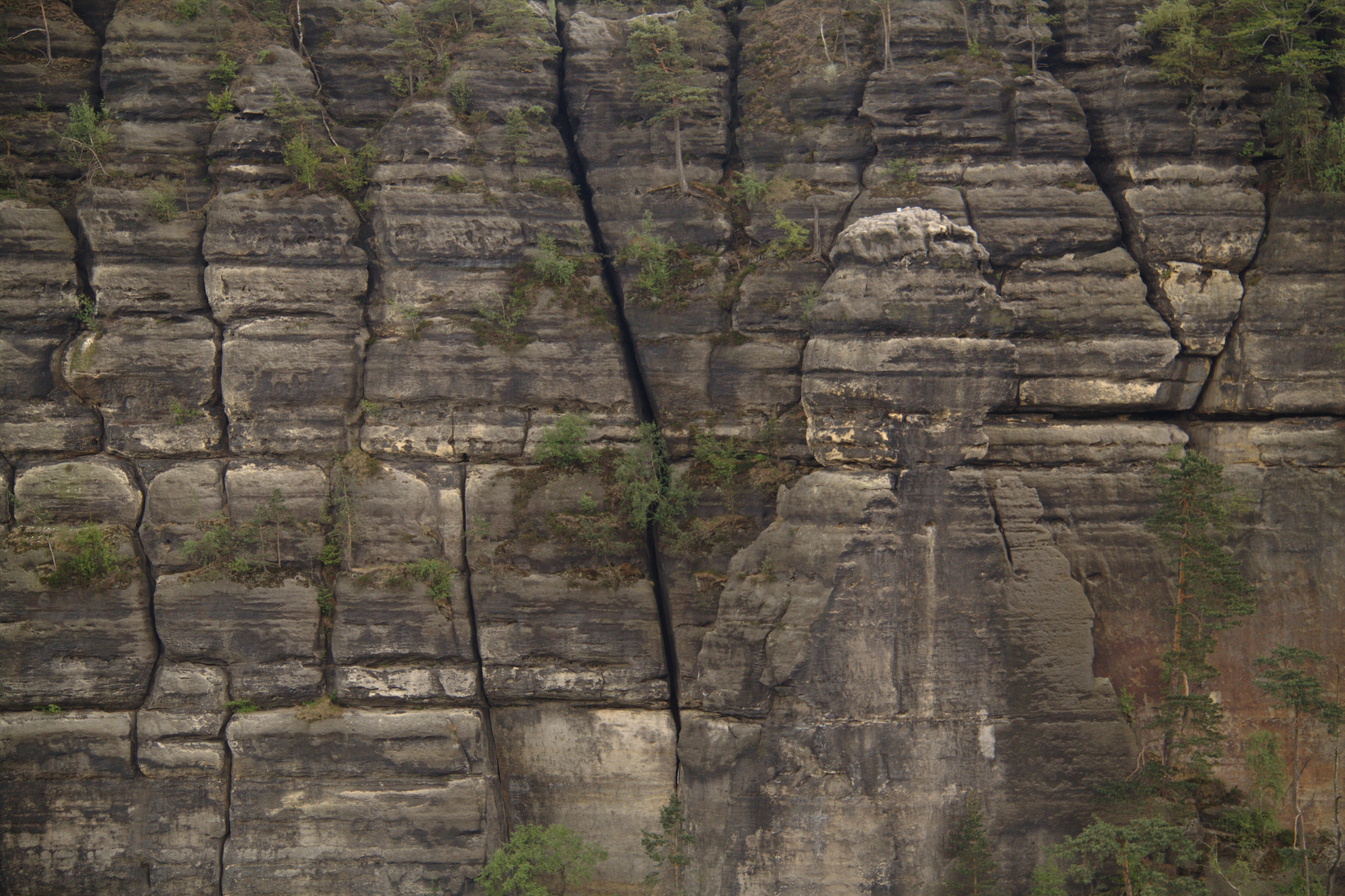
Der Blick vom Winterstein zeigt die schichtförmig liegenden Sedimente deutlich.
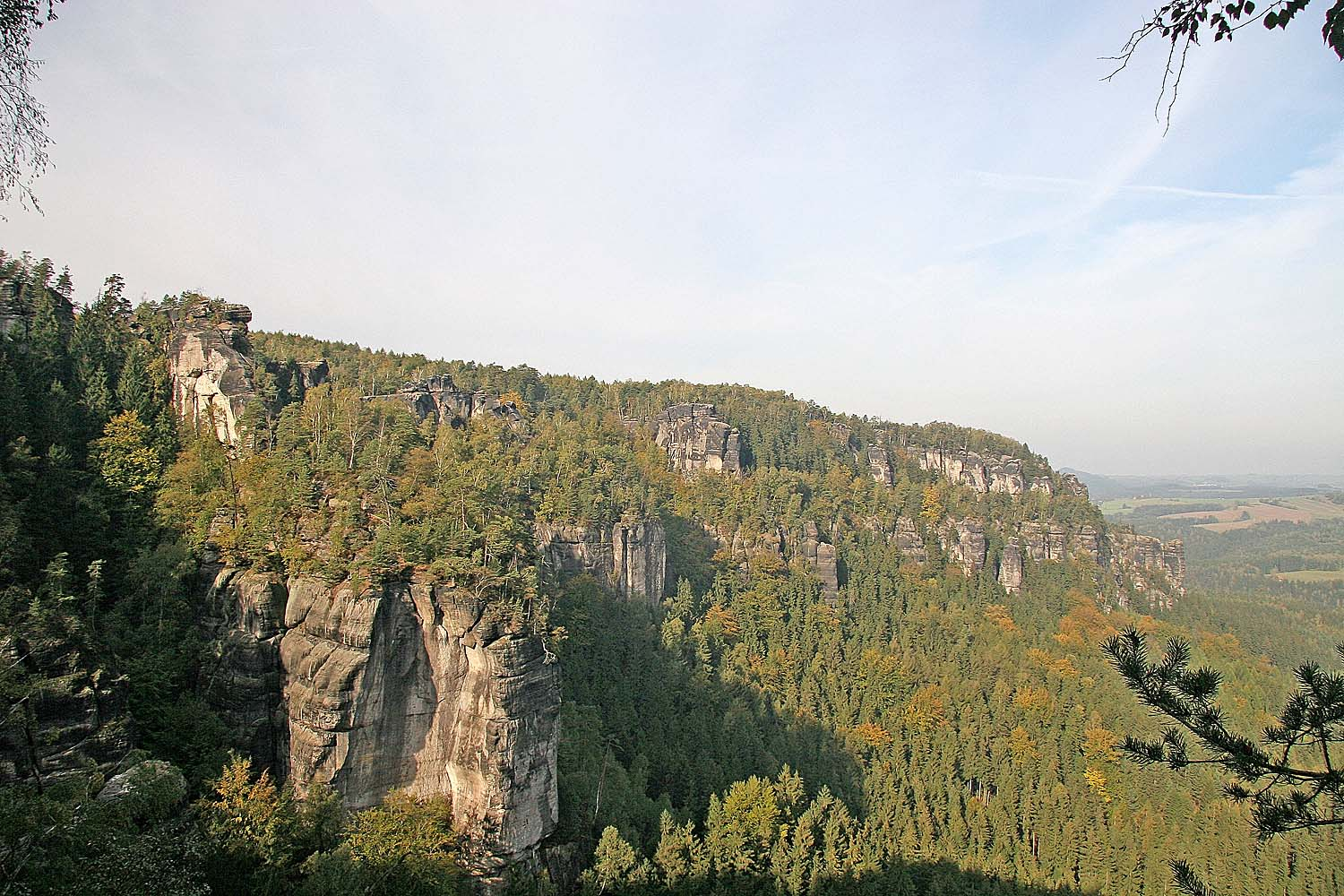
Beim Blick auf die Affensteine wird der mehrstufige Aufbau deutlich erkennbar: Über einem mit Hangschutt bedeckten Wandfuß erhebt sich die Sandsteinwand der Stufe d, im oberen Drittel markiert eine teils bewaldete Terrasse die Zwischenstufe δ2 mit dem Promenadenweg, darüber erhebt sich die Sandsteinwand der Stufe e.
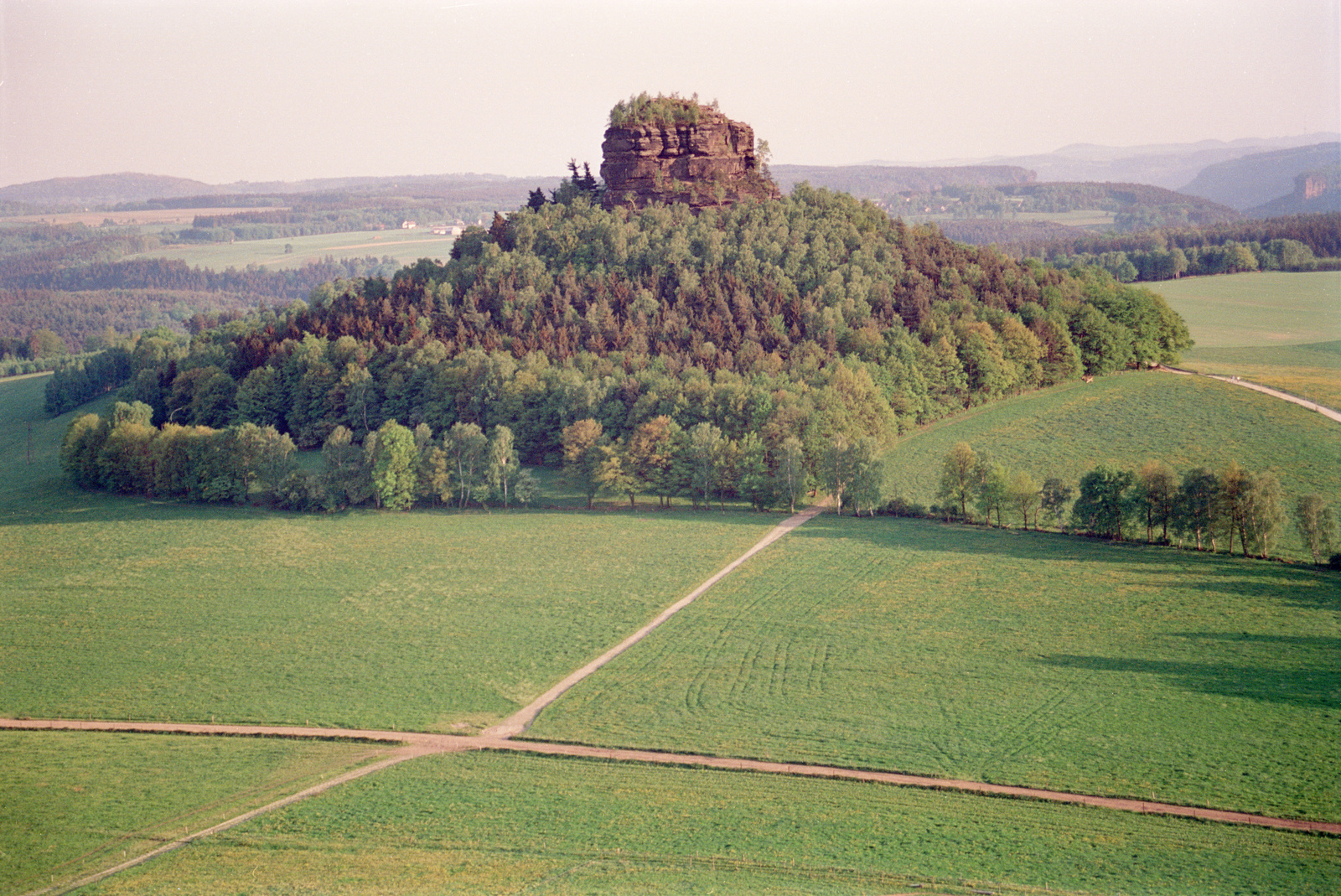
Der Blick auf den Zirkelstein zeigt die bereits stark erodierte Felskrone der Stufe d, die auf einer Schutthalde der Stufe c aufsitzt.
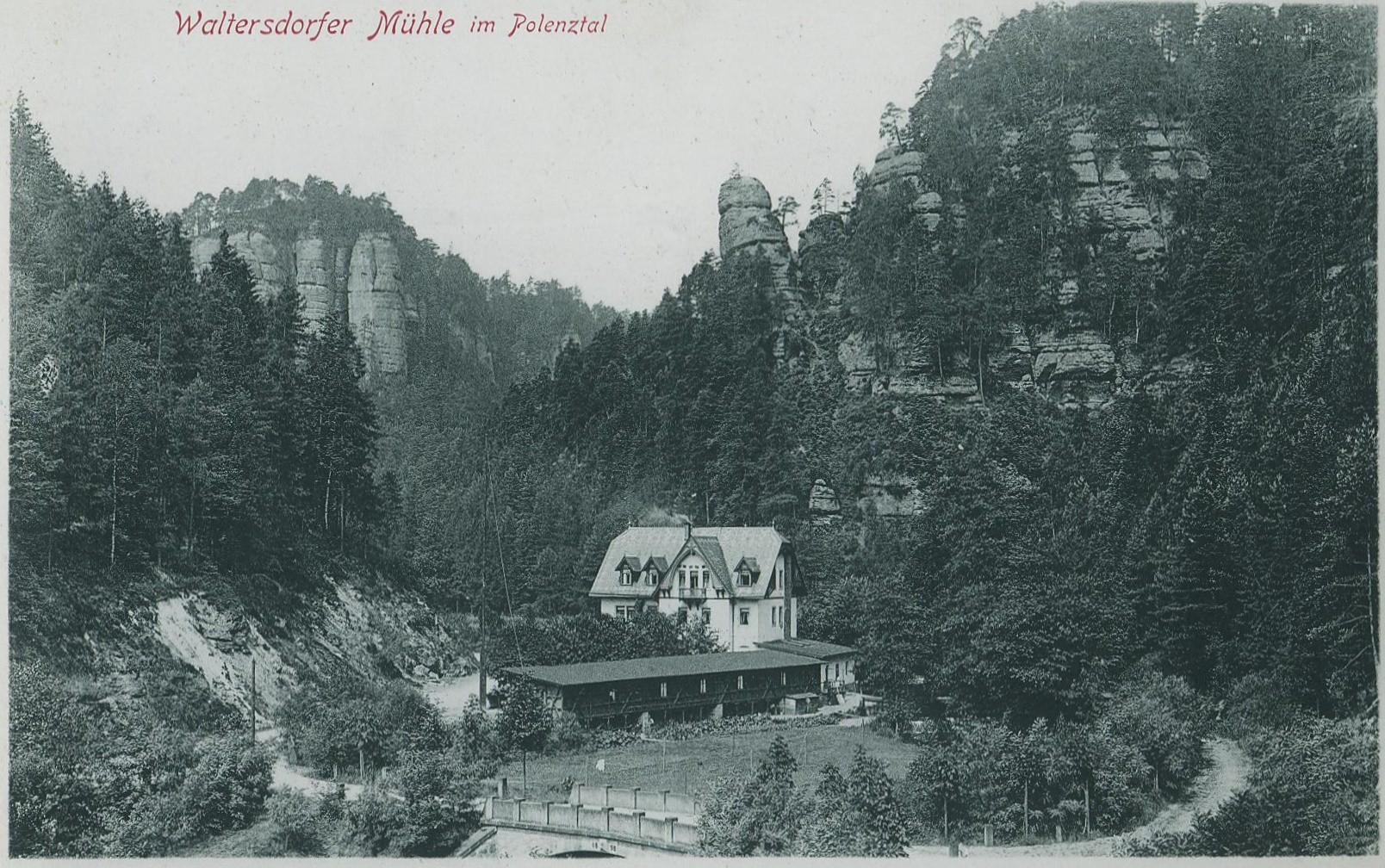
Die Polenz hat sich an der Waltersdorfer Mühle tief in die Sandsteinschichten e bis b (Talsohle) eingeschnitten.
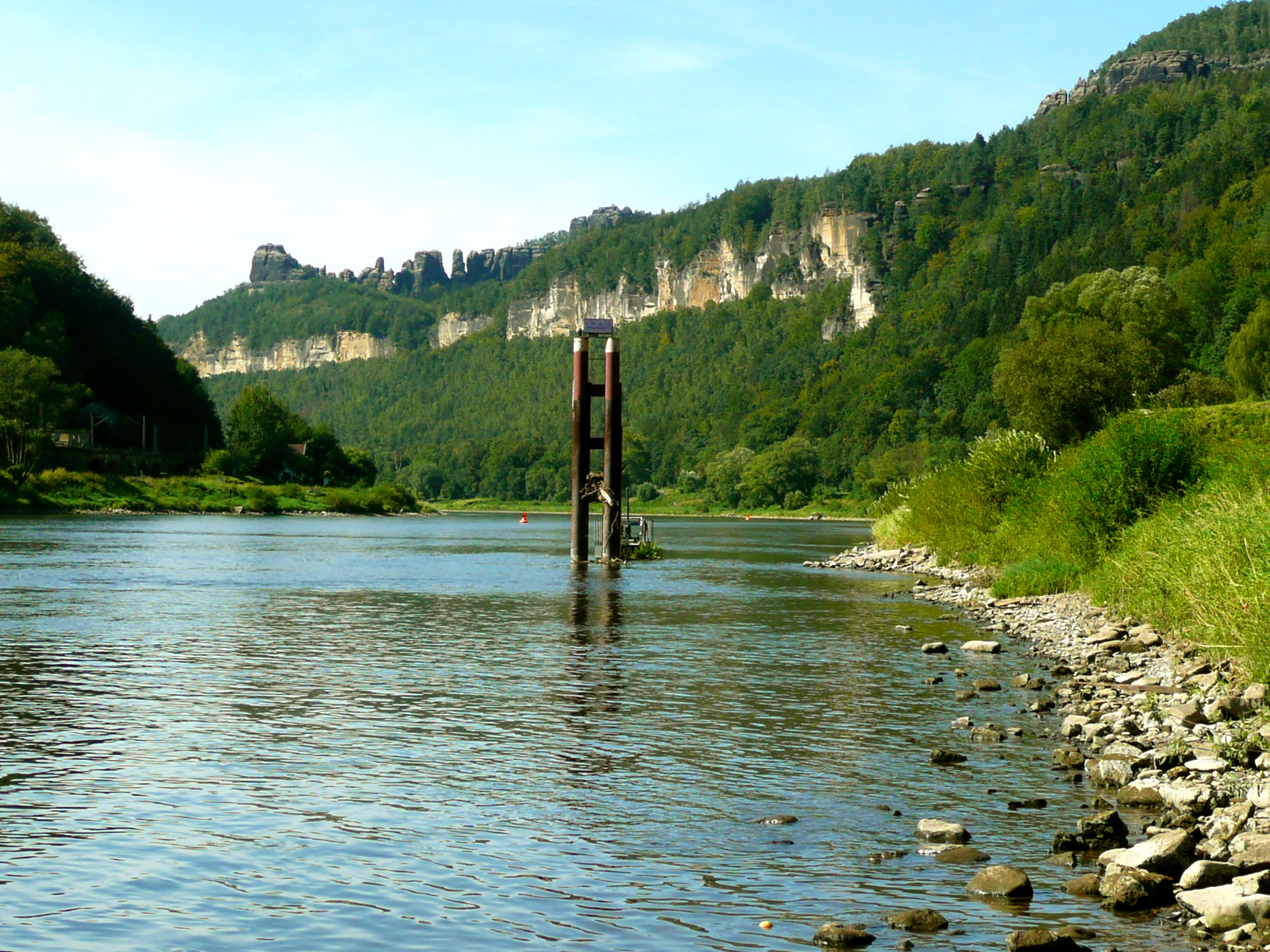
Der Taleinschnitt der Elbe reicht bei Schmilka bis in die Sandsteinschicht a1, darüber erhebt sich rechtselbisch mit den Schrammsteinen die komplette Schichtenfolge bis zur Stufe e (Hoher und Mittlerer Torstein).
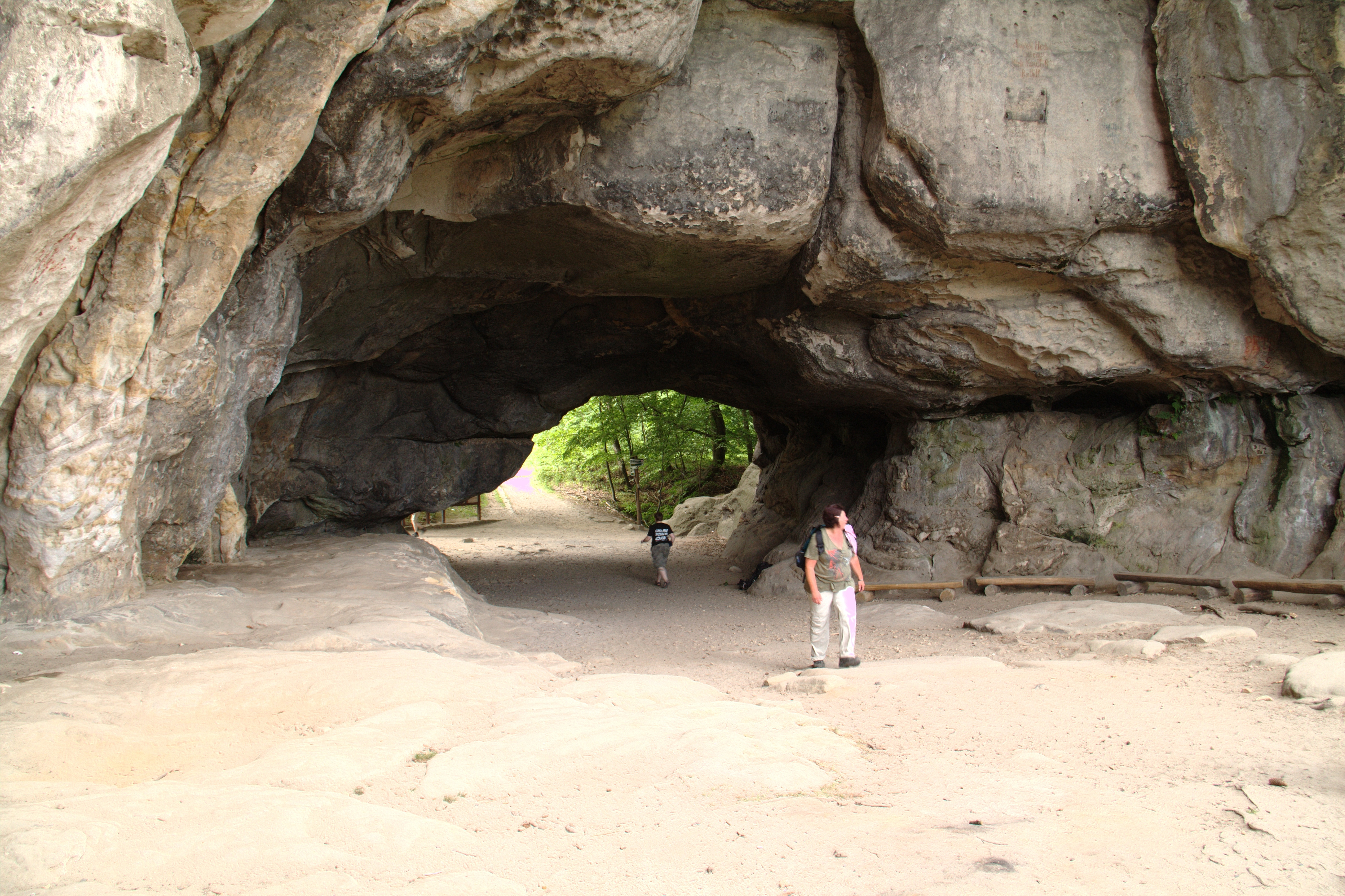
Die Zwischenhorizonte δ2 und γ3 begünstigen an wasserstauenden Horizonten die Sandsteinverwitterung und Höhlenbildung. Der Boden des Kuhstall zählt zur Schicht γ3, die Verwitterung wirkte von beiden Seiten des Felsenriffs, so dass ein Felsentor entstand.

Der Regression des kreidezeitlichen Meeres folgte nahezu zeitgleich eine in Richtung Süd-Südwest gehende Hebung des Lausitzer Granitmassivs, dass sich von Norden und Nordosten her teilweise über die Kreidesandsteinplatte schob und diese nach unten drückte, bis sie brach. Die Bruchzone an der Nord- und Nordostgrenze des Elbsandsteingebirges wird als Lausitzer Verwerfung (auch Lausitzer Überschiebung genannt) bezeichnet. Sie verläuft etwa entlang einer Linie von Pillnitz über Hohnstein und Hinterhermsdorf in Richtung Krásná Lípa (Schönlinde). In Hohnstein befindet sich am westlichen Talhang der Polenz an der sogenannten Wartenbergstraße der einzige geologische Aufschluss, an welchem der die Lage des Lausitzer Granits über dem Kreidesandstein direkt sichtbar ist.
Beim Aufschieben der Granitgesteine auf die Kreidesandsteinplatte kam es entlang der Lausitzer Verwerfung teilweise zur Aufrichtung und Schrägstellung der Sandsteinschichten. Markant wird dies insbesondere an der Hohen Liebe, die durch das Einfallen der Sandsteinschichten um bis zu 30° in Richtung Süd-Südost eine spitze Gipfelform erhielt und sich dadurch vom Tafelbergrelief der anderen Sandsteinberge des Elbsandsteingebirges deutlich abhebt. Westlich des Vlčí hora (Wolfsberg) kam es sogar zu einer Überkippung der ursprünglich waagerecht lagernden Sandsteinschichten.
Gleichzeitig wurden entlang der Lausitzer Verwerfung ältere Gesteine aus Perm, Jura, Cenomanium und Turonium aufgeschleppt und gelangten an die Erdoberfläche. Wirtschaftliche Bedeutung erlangten dabei die Kalkvorkommen aus dem Jura, die in der Vergangenheit verschiedentlich bergmännisch gewonnen wurden, so u. a. bei Zeschnig und Saupsdorf, nahe der Obermühle Hinterhermsdorf und nordöstlich von Doubice (Daubitz).
Im Tertiär wurde vor allem das angrenzende Gebiet des Böhmischen Mittelgebirges und des Lausitzer Gebirges durch einen intensiven Vulkanismus geformt und beeinflusst, einzelne Magmaintrusionen durchstießen aber auch die Sandsteintafel des Elbsandsteingebirges. Die markantesten Zeugnisse dieser erdgeschichtlichen Phase sind vor allem die basaltischen Kegelberge Růžovský vrch (Rosenberg), Cottaer Spitzberg und Raumberg, aber auch Großer und Kleiner Winterberg.
Am Südwestrand wurde die Sandsteinplatte an der Karsdorfer Störung um über 200 Meter angehoben, wodurch die Platte noch stärker kippte und sich das Gefälle des Elbestroms verstärkte. Die Wassermassen gruben mit ihrem Flussbett Täler in das Gestein und trugen stellenweise zur Bildung der Felswände bei. Mit der Zeit verminderte sich das Gefälle; das Flussbett des Elbestroms verbreiterte sich und wechselte immer wieder, auch durch eiszeitliche Klimaeinflüsse bedingt, seinen Verlauf.

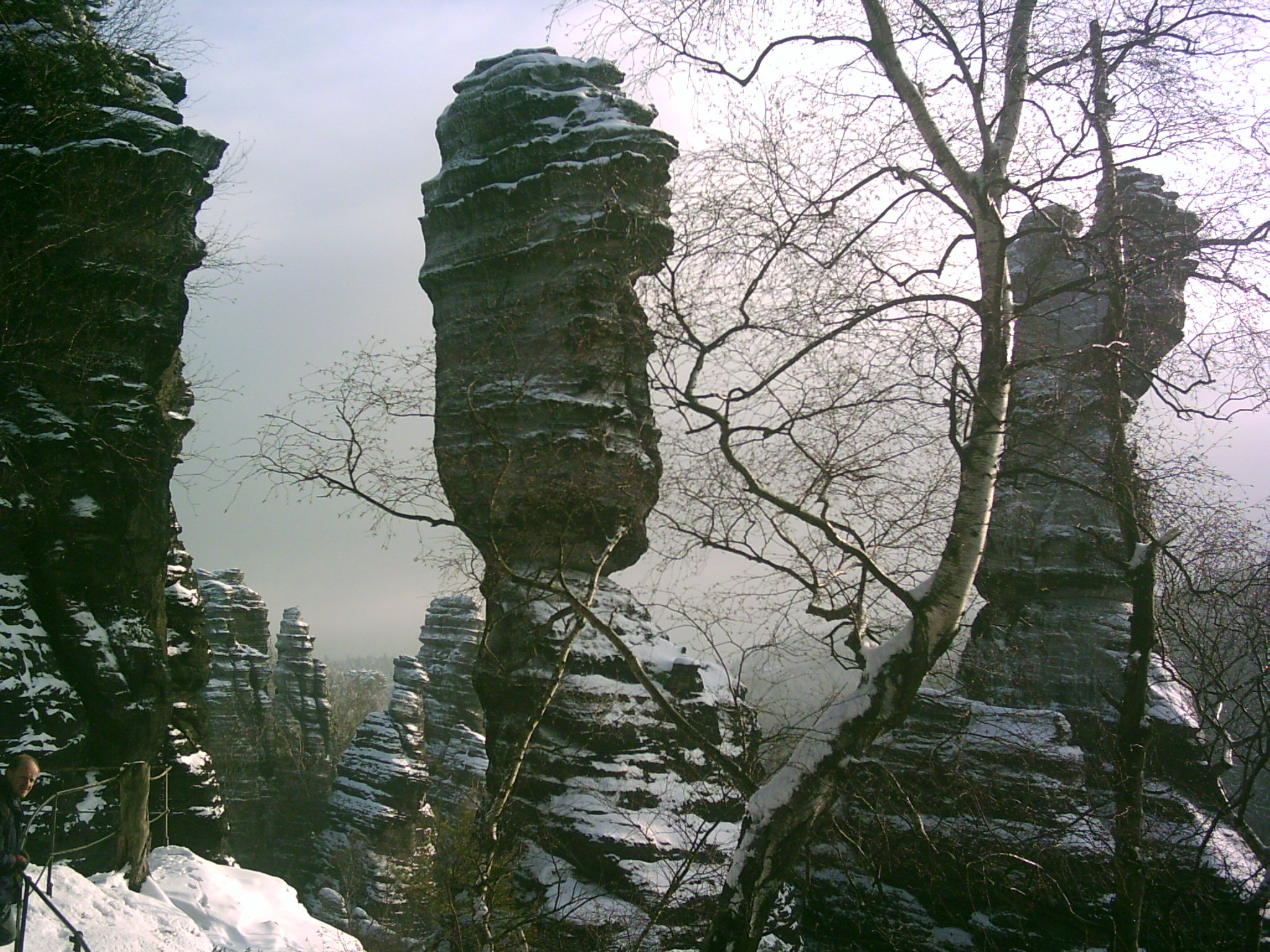
Herkulessäulen im Bielatal

Die mineralische Zusammensetzung der Sandsteinablagerungen hat unmittelbare Auswirkungen auf die Morphologie des Geländes. Der feinkörnige Typus mit tonig-schluffiger Bindung zwischen den Quarzkörnen verursacht Böschungen und Hänge mit Terrassierung. Die kieselig gebundenen Sandsteinbänke sind für die Ausbildung von Wänden und Klippen typisch. Geringe Schwankungen bei der Bindemittelzusammensetzung im Gestein können sich im Landschaftsbild sichtbar auswirken.
Seine charakteristische Quader-Erscheinungsweise verdankt der Elbsandstein einer weitständigen horizontalen Schichtung (Bankung) und der vertikalen Zerklüftung. Bernhard Cotta schreibt 1839 in seinen Erläuterungen zur geognostischen Karte hierzu: „Verticale Klüfte und Spalten durchschneiden, unter sich ziemlich rechtwinkelig, die wagerechten Schichten, und dadurch entsteht jene Absonderung in parallelepipedische Körper, die zu dem Namen Quadersandstein Veranlassung gegeben hat.“
Der Begriff Quadersandsteingebirge ist ein historischer geologischer Terminus für vergleichbare Sandsteinablagerungen, wurde jedoch auch im Zusammenhang mit dem Elbsandsteingebirge verwendet.
Die Klüfte bildeten sich durch lang anhaltende tektonische Beanspruchungen der gesamten Sandsteinplatte des Gebirges. Dieses Kluftnetz durchzieht, in zwei Bereichen des Gebirges mit unterschiedlichen Richtungen, in relativ regelmäßiger Form diese Sandsteinablagerungen. Nachfolgend einsetzende Verwitterungsvorgänge sehr unterschiedlicher Art und gegenseitiger komplexer Überlagerung (Auswaschungen, Frost- und Salzsprengungen, Wind, Lösungsvorgänge mit Versinterungen sowie biogene und mikrobielle Einwirkungen) haben die Felsoberflächen weiter geprägt. Es entstanden beispielsweise Einsturzhöhlen, kleine lochähnliche Vertiefungen (Alveolen) mit Sanduhren, Kamine, Spalten und schroffe mächtige Wände.
Vielfältige morphologische Ausbildungen in der Felsenlandschaft des Elbsandsteingebirges werden hinsichtlich ihrer Entstehung als Folge einer Verkarstung diskutiert. Besonders häufig auftretende Furchen mit parallelen Kämmen, sie muten wie Karrenstrukturen an, sowie umfassende Höhlensysteme bieten in der polygenetischen und polymorphen Erosionslandschaft des Elbsandsteingebirges hierzu wichtige Anhaltspunkte. Sie werden gelegentlich mit dem Begriff Pseudokarst bezeichnet. Die Übertragung des Begriffs auf einige Erosionsformen im Sandstein des Elbsandsteingebirges und die daraus abgeleitete Erklärungsweise sind jedoch umstritten. Tschechische Geologen konstatieren für quarzitisch gebundene Sandsteinbereiche im nördlichen Teil des Böhmischen Kreidebeckens Karsterscheinungen in Form von sphärischen Hohlräumen und Höhlenbildungen. Sie entstanden demnach durch Lösungsvorgänge von Wasser im komplexen Zusammenspiel mit Eisenverbindungen aus benachbarten bzw. intrudierten magmatisch-vulkanischen Gesteinen. Auf der Grundlage dieser Prozesse wird die Variantenvielfalt des Reliefs in jenen Sandsteingebieten erklärt. Das Elbsandsteingebirge ist der größte Kreidesandsteinerosionskomplex in Europa.
Die anthropogen verursachten Veränderungen durch den rund 1000 Jahre anhaltenden Sandsteinabbau trugen in Teilbereichen des Elbsandsteingebirges zusätzlich zur Formung des heute vorhandenen Landschaftsbildes bei. Dabei spielten die Klüfte (von den Steinbrechern Loose genannt) eine wichtige Rolle, da sie eine natürliche Begrenzung bei der Wandfällung und Rohblockzurichtung hilfreich vorgaben.

## Naturschutz

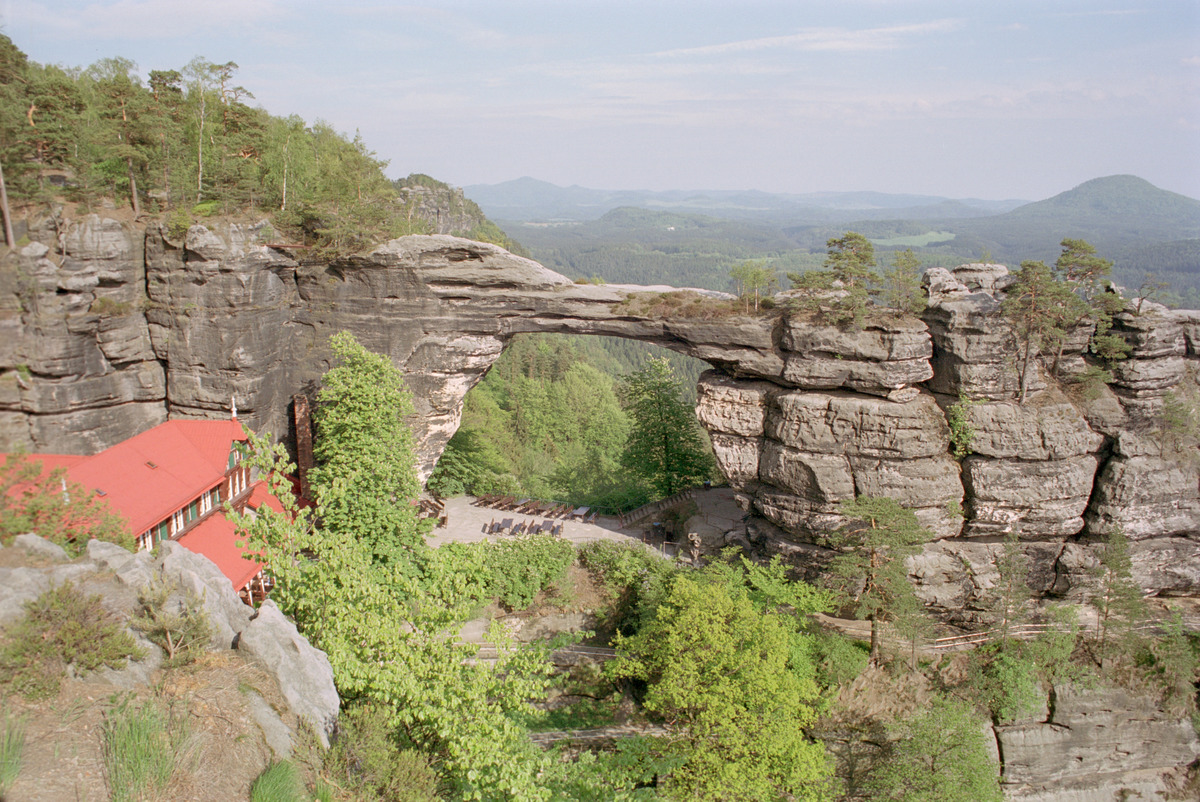
Böhmische Schweiz: Sandstein-Felsbrücke Prebischtor

Große Teile des Elbsandsteingebirges werden durch Gesetze geschützt. In Deutschland gibt es die Nationalparkregion Sächsische Schweiz, welche aus dem zweigeteilten 1990 gegründeten 93,5 km² großen Nationalpark Sächsische Schweiz (NLP) und dem umliegenden 1956 gegründeten 287 km² großen Landschaftsschutzgebiet (LSG) besteht. Der deutsche Gebirgsteil wurde zudem im Mai 2006 von der Akademie der Geowissenschaften zu Hannover als eines der 77 bedeutendsten nationalen Geotope Deutschlands prädikatisiert.
Im böhmischen Gebirgsflügel besteht im nordöstlichen Gebiet seit 1972 das Landschaftsschutzgebiet Chráněná krajinná oblast Labské pískovce (Landschaftsschutzgebiet Elbsandsteine) mit einer Fläche von 324 km². Im Jahr 2000 wurde der Národní park České Švýcarsko (Nationalpark Böhmische Schweiz) mit einer Fläche von 79 km² eingerichtet, so dass damit rund 700 km² Gesamtfläche des Gebirges als Natur- und Kulturlandschaft unter Schutz stehen.